# Poecilocapsus nigriger
Poecilocapsus nigriger är en insektsart som först beskrevs av Carl Stål 1862.  Poecilocapsus nigriger ingår i släktet Poecilocapsus och familjen ängsskinnbaggar. Inga underarter finns listade i Catalogue of Life.